# Phaonia splendida
Phaonia splendida är en tvåvingeart som beskrevs av Barros de Carvalho 1983. Phaonia splendida ingår i släktet Phaonia och familjen husflugor.
Artens utbredningsområde är Peru. Inga underarter finns listade i Catalogue of Life.